# Gypsophile (groupe)
Pour les articles homonymes, voir Gypsophila.
Gypsophile est un groupe de pop français, originaire de Rennes, en Ille-et-Vilaine. Tour à tour expérimentale, accueillant des influences jazz ou bossa nova, la musique de Gypsophile peut être affiliée à la nouvelle chanson française.

## Biographie
Gypsophile est formé en 1995 à Rennes, comme duo, formé par Anne Lemesle et Guillaume Belhomme. En 2001, ils sortent leur deuxième album, De loin, les choses, après avoir signé avec le label Radio Khartoum.
Le groupe sort Gypsophile vs. Shop, en 2002, au label Radio Khartoum. L'album enregistré en compagnie d'Emmanuel Lamour, du groupe rennais Shop, en 1998. « À l’époque, nous avons décidé d’auto-produire ce disque, et la petite centaine écoulée le fut principalement à l’étranger. Par la suite, Alexander Bailey, du label Radio Khartoum, m’a fait connaître son envie de le rééditer : il lui a fallu trois ans pour me convaincre, afin que le disque sorte, remasterisé, en août 2002 », explique le groupe. Puis ils sortent, la même année, leur album Éloquence des fatigués, au label Noise Digger, qui a été enregistré pendant un an avant sa sortie. Il est suivi en 2004 par l'album Les Profils des dômes, publié au label Lenka Lente. « Après l'Éloquence des fatigués, les Profils des dômes combleront les amateurs de plaisirs contemplatifs », pour Libération.
Par la suite, le duo décide d'ajouter Benjamin Fain-Robert dans ses rangs, occupant la batterie et la basse. Désormais un trio, ils sortent ensemble l'album Assunta en 2006 chez Lenka Lente. Il est enregistré entre octobre 2005 et février 2006.

## Style musical
Pour le journal Libération, dans une critique publiée en 2004, « Anne Lemesle et Guillaume Belhomme publient entre labels japonais et microstructures françaises leurs bossas pop alanguies et autres Poèmes à Lou sous des noms d'albums singuliers ». Pour France Culture, leur style musical est « catalogué rock mais ça pourrait tout aussi bien être au rayon pop ou chanson ». Leurs textes sont en français et parfois en anglais.

## Membres (2006)
- Guillaume Belhomme — auteur, compositeur, guitares, voix
- Marine Livernette — voix
- Benjamin Fain-Robert — batterie, basse

## Discographie

### Albums studio
- 2000 : Unaneelmi (Clover Records)
- 2001 : De loin, les choses (Radio Khartoum)
- 2002 : Gypsophile vs. Shop (Radio Khartoum)
- 2002 : Éloquence des fatigués (Noise Digger)
- 2004 : Les Profils des dômes (Lenka Lente)
- 2006 : Assunta (Lenka Lente)

### Autres
- 1997 : Apart in Alep (mini album) (Elefant Records)
- 1998 : Songs of a Thousand Nights (mini LP) (Radio Khartoum)
- 1998 : The Lazy Dance (Clover Records)
- 1998 : 4 Illusions 2 faces, 7" (Blackbean and Placenta Tapes)